# イスマエル・ヴァレンズエラ
イスマエル・ヴァレンズエラ（Ismael "Milo" Valenzuela、1934年12月25日 - 2009年9月2日）は、アメリカ合衆国の競馬の騎手。2008年にアメリカ競馬殿堂入りを果たした。

## 経歴
アメリカ合衆国テキサス州のハズペス郡のマクナリーの出身で、22人兄弟姉妹のうちの3番目の子であった。
両親はもとはメキシコからの移民で、彼の生後しばらくして一家で故郷に戻るが、イスマエルは14歳のときにアメリカに帰国、アリゾナ州でクォーターホース競馬の騎手としての活動を始めた。程なくしてサラブレッド競馬の騎手に転向し、1951年4月8日のリリットパーク競馬場で初勝利を挙げた。その後、いくつもの競走で騎手としての名を馳せることになる。
ヴァレンズエラの騎乗馬として有名なものに、1960年代の最強馬ケルソなどがいる。かつてはエディ・アーキャロなどのお手馬であったが、1962年の夏以降はヴァレンズエラが主戦を担い、ジョッキークラブゴールドカップやウッドワードステークスの連覇を達成、年度代表馬も連年で受賞した。またヴァレンズエラ自身も優秀な騎手に贈られるジョージ・ウルフ記念騎手賞を、1963年に受賞している。
三冠戦においても活躍した。1958年にはティムタムでケンタッキーダービー・プリークネスステークスの二冠を達成した。1968年のフォワードパスでは繰り上がりを含むものの再び二冠を手にしている。しかしベルモントステークスは制覇したことがなく、上記2頭でも三冠を目前に2着に敗れている。
このほかでは、1966年にカナダの名馬ジョージロイヤルで制したカナディアンインターナショナルチャンピオンシップステークス、1958年にアグリッターで制したコーチングクラブアメリカンオークスなどの勝鞍がある。
その後2545勝の成績を挙げて引退、カリフォルニア州サンタアニタパーク競馬場近くの邸宅で余生を過ごした。後の2008年8月4日にアメリカ競馬名誉の殿堂博物館より殿堂入りが発表されたが、すでに高齢であったため、自宅から距離のあるサラトガ・スプリングズ（ニューヨーク州）で行われた授賞式には参加できなかった。その代わりとして6月22日にサンタアニタパーク競馬場で代替式典が行われ、これに参加している。
2009年9月2日の午前に、子供と孫に囲まれて自宅で死去、72歳であった。

## 家族
妻にローザ・ディーリア・ヴァレンズエラがいたが、1999年12月に肝不全がもとで死去している。この死にはその数ヵ月後に発覚したリズリン（トログリタゾン）の副作用が影響したとされる。
イスマエルの兄弟のうち3人もまた騎手を務めており、パット・ヴァレンズエラはイスマエルの甥に当たる。